# 约瑟夫·阿德法拉辛
约瑟夫·阿德法拉辛（Joseph Adetunji Adefarasin，1921年—1989年3月28日）是尼日利亚的一位律师和高等法院法官。

## 生平
1932年至1939年，他就读于拉各斯亚巴的伊戈比学院，是学校当时最活跃的学生之一。1946年至1949年，他去英国伦敦大学学习法律。1974年11月1日至1985年11月24日，约瑟夫·阿德法拉辛担任拉各斯州第二法官。
1977年至1981年，他曾担任红十字会与红新月会国际联合会會長。他是首位担当这一职务的非洲人，并被授予世界红十字会的最高奖项——亨利·杜南勋章。
约瑟夫·阿德法拉辛的妻子是希尔达·阿德法拉辛，曾任全国妇女协会理事会（National Council of Women's Societies，NCWS）主席。他们的子女有韦勒·阿德法拉辛、阿德博拉·阿德法拉辛、尹卡·奥古迪佩、米歇尔·阿德耶米·阿德法拉辛和保罗·阿德法拉辛。